# Georg Lobzensky
Georg Lobzensky (ur. 1892, zm. ?) – zbrodniarz nazistowski, członek załogi niemieckiego obozu koncentracyjnego Dachau i SS-Scharführer.
Członek Waffen-SS. Pełnił służbę w obozie Dachau od lutego 1940 do kwietnia 1945 jako strażnik i Blockführer.
W procesie członków załogi Dachau (US vs. Franz Kohn i inni), który miał miejsce w dniach 14–22 lipca 1947 przed amerykańskim Trybunałem Wojskowym w Dachau Lobzensky skazany został początkowo na 10 lat pozbawienia wolności. Zarzucono mu bicie więźniów i składanie na nich karnych raportów, co skutkowało karą chłosty. Po rewizji wyroku 17 marca 1948 karę zmniejszono do 5 lat więzienia. Uznano bowiem, iż dowody dotyczące maltertowania więźniów przez oskarżonego budzą uzasadnione wątpliwości.